# Duyfken (schip, 1601)

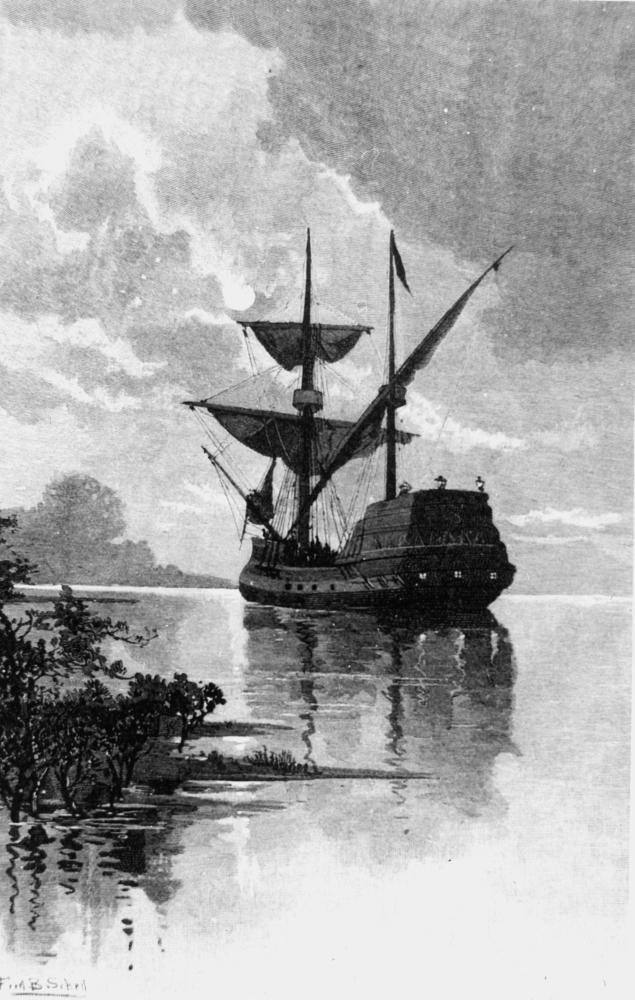
De Duyfken (een 19e-eeuwse impressie van het schip)

De Duyfken was een Nederlands verkenningsjacht, (scheepstype pinas) dat weinig diepgang had en snel voer. Het had ruimte voor 20 man, 30 last, en was geschikt vooral in ondiepe wateren. Het werd gebruikt voor verkenningen van kusten en het overbrengen van materialen, proviand en boodschappen. In 1606 vertrok het schip vanuit Bantam naar het huidige Papoea-Nieuw-Guinea en (Noord-)Australië onder kapitein Willem Jansz in opdracht van de VOC. Het was daarmee het schip dat Australië voor de Europeanen ontdekte.

## Geschiedenis

### De Molukse vloot

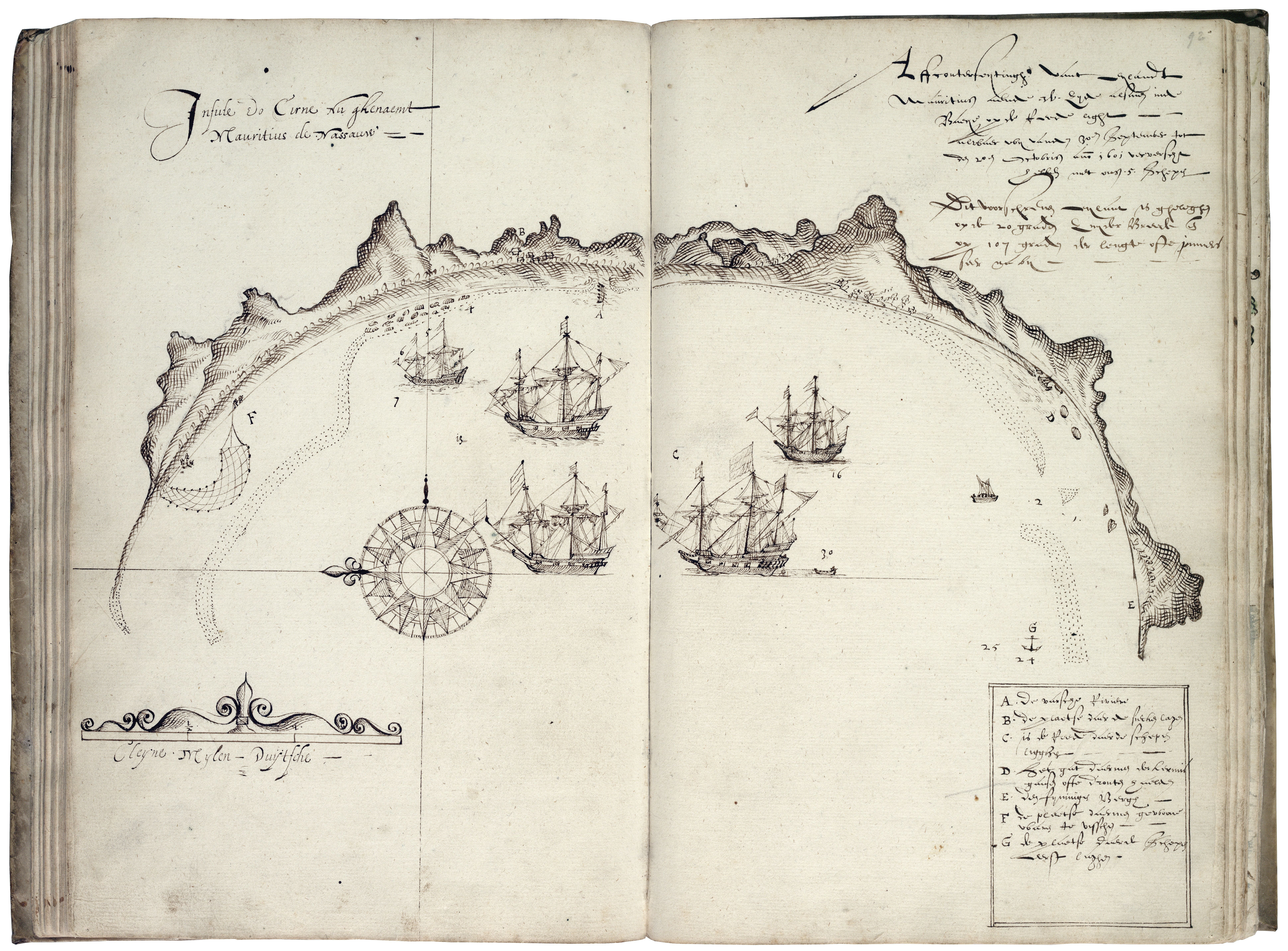
De Molukse vloot in een baai van Mauritius. De Duyfken linksboven.

De Duyfken maakte haar eerste reis in april 1601, met schipper Willem Schouten, in de vloot van vijf schepen van Wolfert Harmensz, de zogenaamde Molukse vloot van de Oude Compagnie. Die vloot, met de Gelderland (250 last), de Zeeland (200 last), de Utrecht (120 last) en de jachten Wachter (65 last) en Duyfken (30 last), en geheel uitgerust met de opbrengst van de succesvolle Tweede Schipvaart van Jacob van Neck, maakte deel uit van de grote vloot van dertien schepen van Jacob van Heemskerck, maar had als specifieke bestemming Ternate, Ambon en de Banda-eilanden. In december aangekomen in de Straat Soenda ontmoette de vloot van Harmensz. de grote Spaans-Portugese vloot van acht galjoenen en 22 galeien onder Andrea Furtado de Mendoça die tot doel had de Nederlanders uit de Indische Archipel te verdrijven. Hoewel met vijf schepen zwaar in de minderheid besloot Harmensz de vloot aan te vallen. Deze Zeeslag bij Bantam leidde verrassend tot de aftocht van de vloot van De Mendoça met een verlies van drie schepen. In januari zette Harmensz koers naar de Molukken, waar kruidnagels, foelie en nootmuskaat werden gekocht. In april werd Schouten met de Duyfken op een verkenningstocht naar Ceram gestuurd om sago te kopen en om te onderzoeken of er handel viel te drijven met Nieuw-Guinea. De inwoners van Ceram konden daar echter geen informatie over verschaffen. In juni moest Harmensz een verzoek van de Ambonezen om hulp tegen de Portugezen afslaan omdat zijn schepen inmiddels volgeladen waren met specerijen. In augustus 1602 keerde hij met de Gelderland, de Zeeland en de Duyfken terug naar Nederland. Voorbij de Kaap verloor de Duyfken op een stormachtige nacht de andere schepen uit het oog en kwam op 17 februari 1603 alleen aan. De twee andere schepen volgden in april. De Utrecht en de Wachter bleven in Azië.

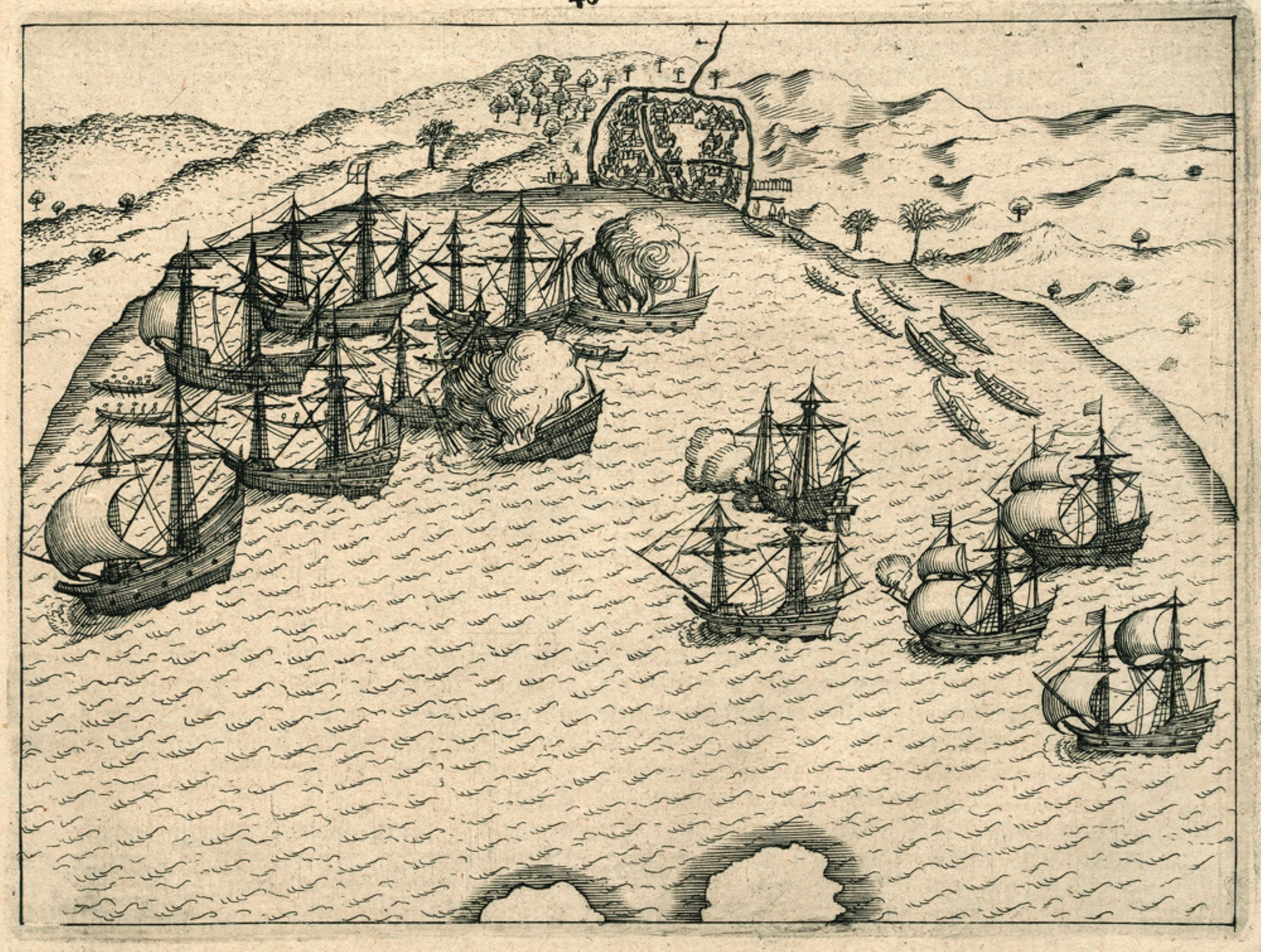
De Zeeslag bij Bantam.

Inmiddels was de VOC opgericht, en de Duyfken was een van de jachten die in de loop van 1603 door de VOC werden aangekocht van de voorcompagnieën. Het werd, met Willem Jansz als schipper, ingezet op de eerste vloot van de VOC; die van Steven van der Hagen in december 1603 met twaalf zwaarbewapende schepen. Behalve handel was ook strijd met de Spanjaarden en Portugezen te voorzien. Bij Mozambique werden in juli en augustus 1604 enkele Portugese schepen gekaapt. Bij Goa en langs de Malabarkust lukte dat niet. Via Bantam kwam de vloot in januari 1605 in Ambon aan, waar het Portugese fort werd ingenomen en hernoemd in Kasteel Victoria. In oktober ving Van der Hagen de terugtocht naar Nederland aan, maar enkele jachten, waaronder de Duyfken, liet hij achter in Bantam, vermoedelijk al met de opdracht om Nieuw-Guinea verder te onderzoeken.

### De ontdekking van Australië
In november vertrok Jansz. samen met de koopman Jan Lodewijksz. van Rosengeyn en een twintigtal matrozen met de Duyfken uit Bantam en zeilde via de Banda-, Kei- en Aroe-eilanden naar de zuidkust van Nieuw-Guinea en de oostkust van wat in 1623 de Golf van Carpentaria zou worden genoemd. Onderweg had de Duyfken ongeveer de helft van zijn bemanning verloren door geweld van inheemse bewoners. Na het opraken van proviand en drinkwater wendde Jansz. in mei de steven weer in noordelijke richting. Het verste punt dat hij bereikt had, op ongeveer 13 graden 45 minuten zuiderbreedte, noemde hij Kaap Keerweer. In juni was de Duyfken weer terug in Bantam. De opvarenden waren de eerste Europeanen die voet aan wal hebben gezet in Australië.

### Einde op Ternate

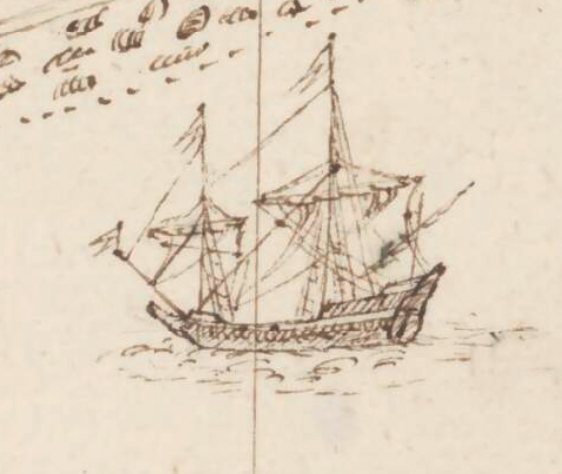
De Duyfken.

Begin 1607 was de Duyfken, nu met schipper Cornelis Laurensz., in Ambon, en werd vandaar meegenomen door Cornelis Matelief op zijn tocht naar Ternate en Tidore, om daar samen met de sultan van Ternate de Spanjaarden en Portugezen te bestrijden. Deze bleken zich in Gamalama (Gammelamme) op Ternate echter flink versterkt te hebben. De met de VOC bevriende sultan Saidi Berkat was weggevoerd naar Manilla en zijn zoon Mudafar Syah I was gevlucht naar Halmahera. Matelief beperkte zich daarom tot het bouwen van een eigen fort bij het dorp Malayo op de noordkust (het latere Fort Oranje), en vertrok met een deel van zijn schepen naar China. Drie schepen en de Duyfken liet hij onder het bevel van Jan Lodewijksz. van Rosengeyn achter op Ternate. Toen de Spanjaarden, nog versterkt vanuit Manilla, Malayo aanvielen zeilde de Duyfken in september naar Bantam om versterking te halen. Het bleek daar hard nodig om reparaties aan het schip uit te voeren. Pas in januari 1608 kwam het weer terug in Malayo met rijst, bonen en arak, en probeerde daarna bij Gamalama Spaanse schepen te kapen of in brand te steken. In juni nam het deel aan een aanval op het iets zuidelijker gelegen eiland Makian onder de in mei met zes schepen gearriveerde Paulus van Caerden. Op de 21e werd daar het Spaanse fort Tafasso veroverd. Na vervolgens door een zeebeving en een tsunami twee schepen verloren te hebben zag Van Caerden af van een aanval op Gamalama en Tidore.
Eind juli teruggekeerd in Malayo constateerde Van Caerden dat de Duyfken inmiddels zo versleten was dat herstel niet meer mogelijk was. De kniehouten zaten los doordat het schip aan land was getrokken, twee balken in het ruim waren gebroken en de zijkanten puilden uit. Jacques l'Hermite in Bantam rapporteerde in november aan de bewindhebbers in Amsterdam: 'Het Duyfgen is in ’t verdubbelen geborsten'. Blijkbaar had men geprobeerd de scheepshuid van een tweede laag te voorzien. De Duyfken bleef op Ternate achter als wrak, vermoedelijk ontdaan van nog bruikbare onderdelen.

## GereconstrueerdeDuyfken

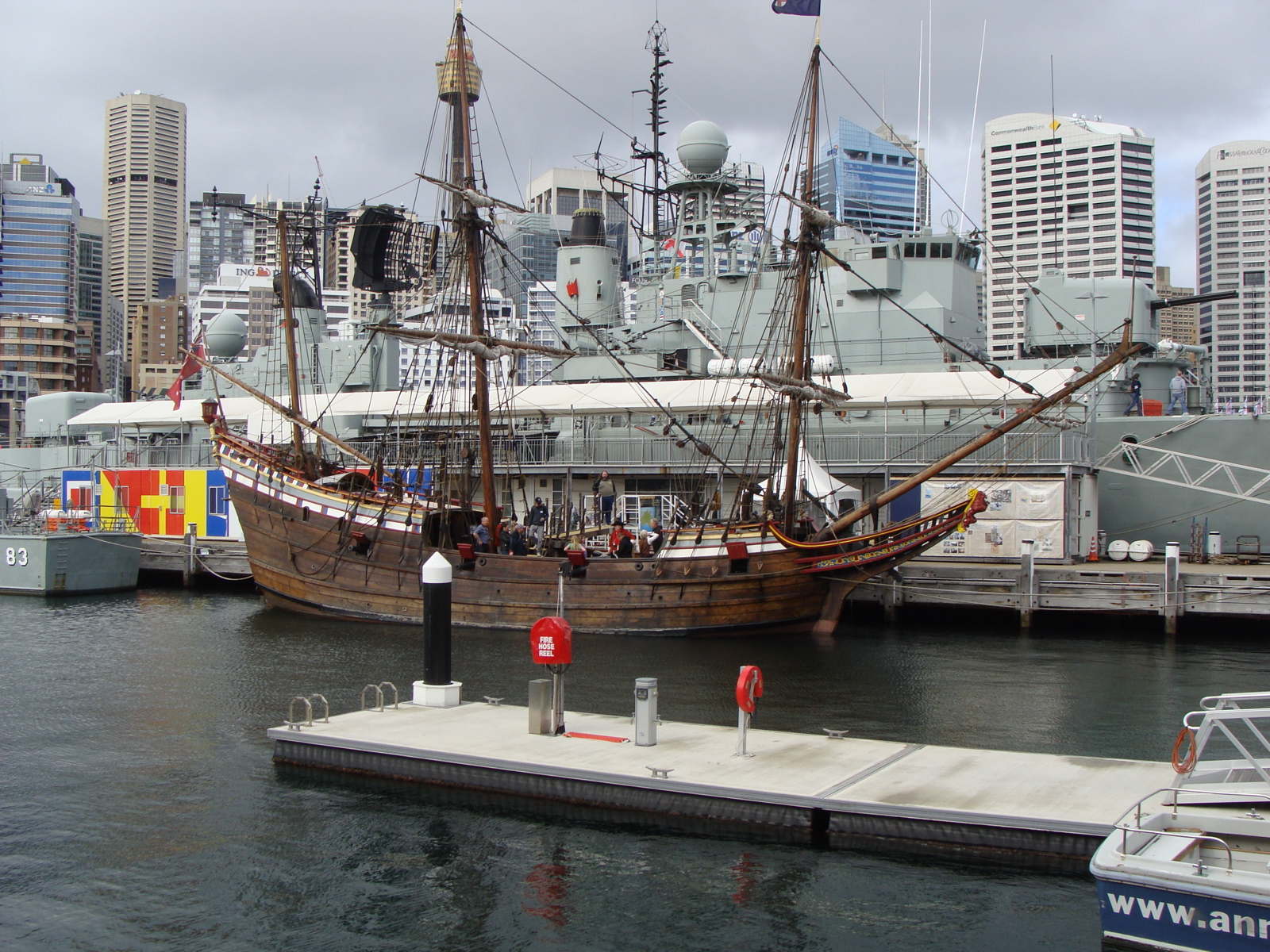
Replica van de Duyfken

Een replica van de Duyfken is gebouwd in Australië door de Duyfken 1606 Replica Foundation. Het schip werd op 24 januari 1999 gedoopt in Fremantle, West-Australië. Na enkele proefvaarten voer de Duyfken naar Nederland, via Indonesië, Mauritius en Zuid-Afrika en weer terug.

## Herdenking 400 jaar betrekkingen Australië-Nederland
De landing van de Duyfken op de noordkust van Australië markeert het begin van een lange relatie tussen Nederland en Australië. Zowel in Nederland als Australië is in 2006 met tal van activiteiten de vierhonderdste verjaardag van dit eerste contact herdacht.
Tot deze activiteiten behoort het bezoek dat een Nederlandse parlementaire delegatie van 8 tot 15 oktober 2006 op uitnodiging van het Parlement van Australië aan Australië bracht. De delegatie stond onder leiding van de voorzitter van de Eerste Kamer der Staten-Generaal, mevrouw mr. Yvonne Timmerman-Buck. De delegatie vloog met een vliegtuig over het gebied waar de ontdekkingsreizigers van de Duyfken voet aan wal gezet hebben en bezocht het nabijgelegen mijnstadje Weipa. In de regio hadden de parlementariërs ontmoetingen met de bestuurders en stamoudsten van de Aboriginalbevolking.
In 2013 werd in Mapoon een monument opgericht ter herdenking van de landing van de Duyfken in 1606. Dit 'First Contact Memorial' bestaat uit een in aluminium uitgevoerd reliëf van de Duyfken op een muur waarop diverse herdenkingsplaten zijn aangebracht. De inauguratie vond plaats op 27 mei 2013 in aanwezigheid van de gouverneur van Queensland, Penelope Wensley, en de voorzitter van de Eerste Kamer, Fred de Graaf.